# Mitologia mayașă
Mitologia mayașă este parte a mitologiei mesoamericane și cuprinde toate acele povestiri mayașe care personifica forțele naturii, cu zeități și eroi ce interacționează cu aceștia, în rolurile principale. Alte părți ale tradiției orale mayașe (cum ar fi povești cu animale și multe povești moralizatoare) nu aparțin domeniului mitologic.

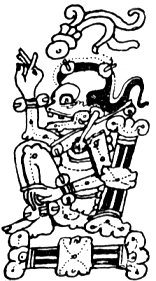
Ah Puch în Codexul Dresden

## Teme mitice principale

### Creația și sfârșitul lumii
Popol Vuh descrie creația Pământului de către vântul mării și al cerului, precum și continuarea acesteia. Cartea Chilam Balam a lui Chumayel prezintă prăbușirea cerului și potopul, urmată de ridicarea cerului și ridicarea celor cinci copaci ai lumii.  Poporul Lacandon știa, de asemenea, povestea creării lumii de dincolo.